# Теорема Радемахера
В математичному аналізі, теорема Радемахера, названа на честь Ганса Радемахера, стверджує, що якщо U — відкрита множина {\displaystyle \mathbb {R} ^{n}} і
{\displaystyle f\colon U\to \mathbb {R} ^{m}} — відображення Ліпшиця, то f є диференційованим майже всюди на U (тобто точки U в яких f не є диференційоване утворюють множину міра Лебега якої рівна нулю).